# Gabbro

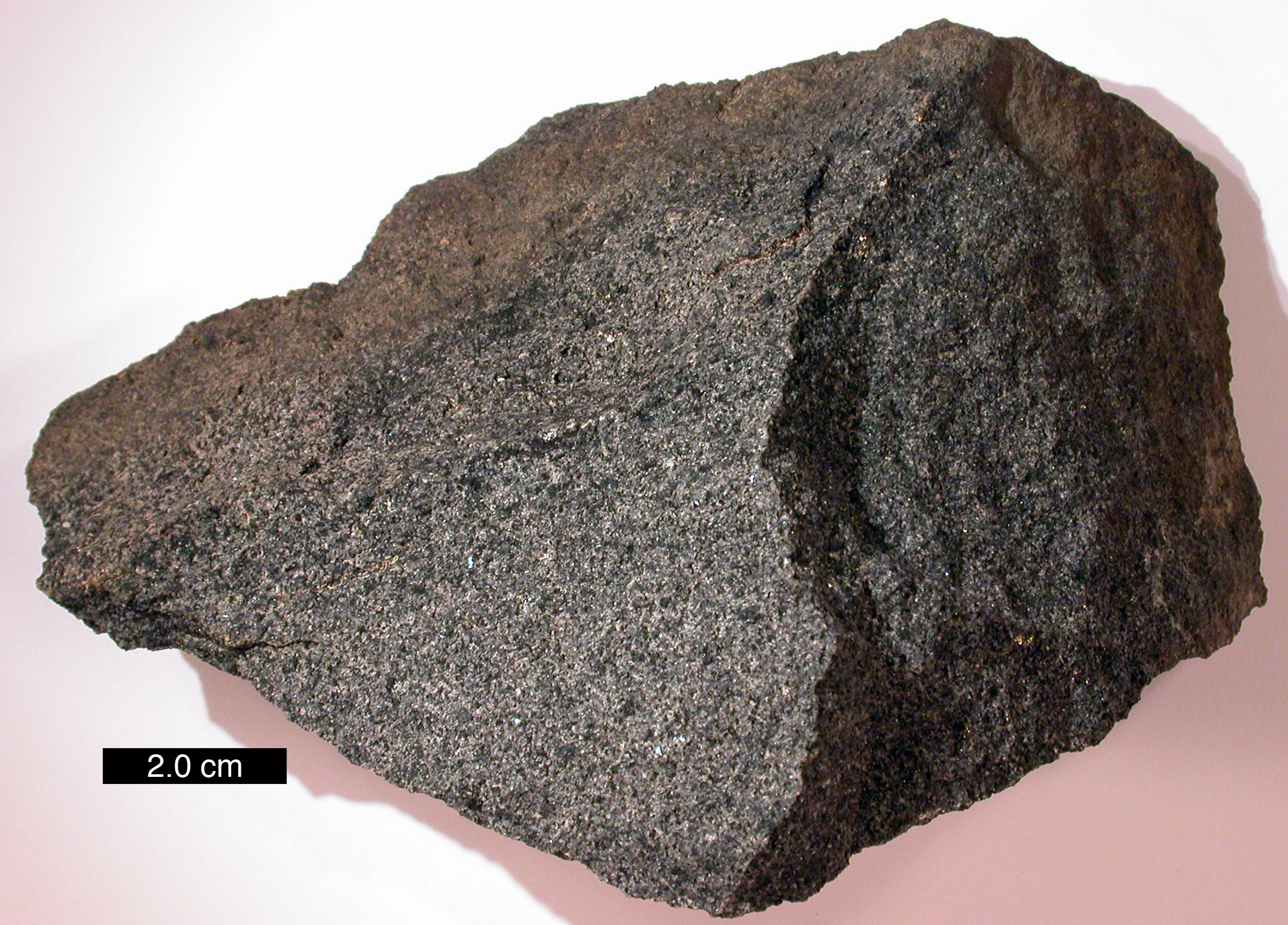
Handstück eines mesozoischen Gabbros aus der kalifornischen Sierra Nevada

Gabbro ist ein kompaktes, grobkörniges magmatisches Gestein plutonischen Ursprungs. Er ist das plutonitische Pendant des Basalts, d. h., er kristallisierte tief in der Erdkruste aus einem Magma, das nach Austritt aus einem Vulkan an der Erdoberfläche zu Basalt erstarrt wäre.

## Erscheinungsbild und Zusammensetzung

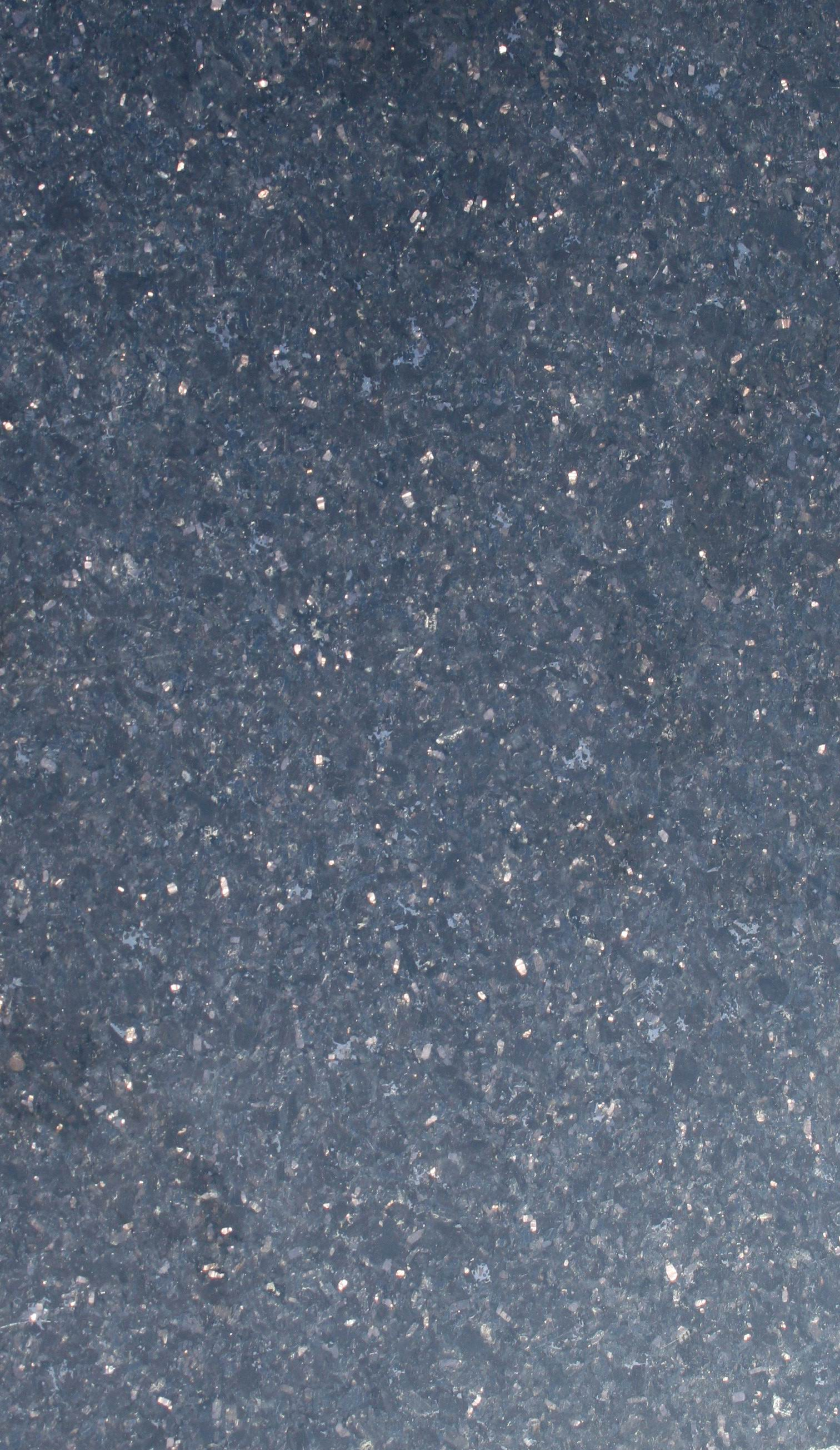
Naturstein-Muster (ca. 25×15 cm) eines unter dem Namen Star Galaxy vertriebenen proterozoischen Gabbros aus dem Ostghats-Faltengürtel, Indien

Gabbro hat eine grauschwarze, gelegentlich auch blaugrüne Farbe, die von dem hohen Anteil dunkelfarbiger Minerale wie etwa Pyroxen und Olivin herrührt, aus denen es sich hauptsächlich zusammensetzt. Der helle Anteil besteht hauptsächlich aus Plagioklas-Feldspaten. Quarz oder ein Mineral aus der Gruppe der Feldspatvertreter können untergeordnet auftreten. Des Weiteren kommen die Minerale Hornblende, Biotit, Magnetit und Ilmenit und Akzessorien wie beispielsweise Pyrit, Magnetit, Apatit und weitere vor. Bei einem Vorhandensein von mehr als 5 Prozent Orthopyroxen wird dieses Gestein als Norit eingeordnet. Neben den Noriten gehört Anorthosit und Hyperit zur Gruppe der Gabbros. Sie unterscheiden sich durch den Anteil der mafischen Minerale.

Mit sinkendem Anteil an Plagioklas geht Gabbro gleitend in Peridotit über, den Hauptbestandteil des oberen Erdmantels.

## Entstehung
Gabbro findet sich vor allem in der ozeanischen Erdkruste, seltener auch in der kontinentalen. Er bildet sich durch das langsame Abkühlen basaltischen Magmas in meist mehr als fünf Kilometer Tiefe, wobei oft Plutone (ausgedehnte Massen Tiefengestein) entstehen. Rezent entsteht er vor allem an mittelozeanischen Rücken durch langsames Auskristallisieren des aufsteigenden Mantelmaterials. Eine schwerkraftbedingte Auftrennung der auskristallisierenden Minerale kann gelegentlich auch zu geschichteten Gabbro-Gesteinen führen. Einige dieser Gabbrovorkommen innerhalb der kontinentalen Kruste gehen möglicherweise auf die Differentiation von sauren Magmen zurück (Harz). Innerhalb einer größeren quarzreichen Magmenkammer bilden sich relativ kleinräumig auch basische, quarzarme oder -freie Gesteine, andere mögen Reste aus Kontinent-Kontinent-Kollisionen sein (inkl. Akkretionskeilen).

## Klassifikation

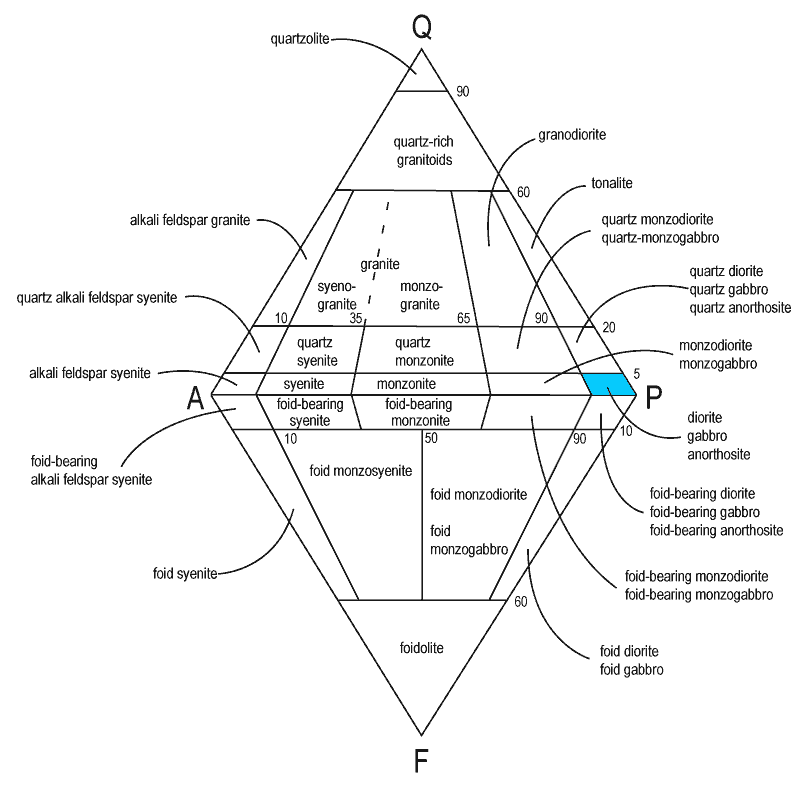
Einordnung von Gabbro im QAPF-Diagramm

Unterteilung der gabbroiden Gesteine
(Pl: Plagioklas, Ol: Olivin, Px: Pyroxen, Cpx: Klinopyroxen, Opx: Orthopyroxen)

Aufgrund des Bestandes an felsischen Mineralen liegt Gabbro im QAPF-Klassifikationsdiagramm auf Seiten maximaler Plagioklasführung. Gabbro s. str. (0–5 % Quarz) geht bei zunehmendem Quarzgehalt in Quarzgabbro über. Enthält das Gestein stattdessen Feldspatvertreter, so spricht man von foidführendem Gabbro. Nephelingabbro wird Theralith, Analcimgabbro Teschenit genannt. Weitere Arten können anhand des Verhältnisses mafischer Minerale unterschieden werden (s. Abb.). So leitet etwa steigender Olivingehalt zum Olivingabbro und Troktolith über.
Als Mikrogabbro werden sehr feinkörnige, in der Regel gangförmig auftretende Gabbros bezeichnet. Diese Bezeichnung ist im Deutschen häufig synonym mit der Bezeichnung Dolerit.

## Vorkommen
Ausbisse von unmetamorphen Gabbrovorkommen finden sich zwar weltweit, sind aber wesentlich seltener und geringumfänglicher als solche von granitoiden Plutoniten. Gabbro kommt in Deutschland im Harz bei Bad Harzburg, im Odenwald (Frankensteiner Pluton) und mit einem sehr kleinen Vorkommen im Schwarzwald bei Ehrsberg vor. Eingeschlossen in eine Suite aus Amphiboliten und Metagabbros stehen Gabbros auch im Norden des Bayerischen Waldes bei Furth im Wald (Südwestrand der Böhmischen Masse) an. Ebenfalls in der Böhmischen Masse, jedoch an ihrem Nordostrand unweit der tschechisch-polnischen Grenze beißt der „Gabbrodiorit“ des Deschneyer Spitzbergs aus.
Bekannte und große Vorkommen befinden sich in Südafrika um Rustenburg, in Indien im Bundesstaat Andhra Pradesh und auf Grönland im Skaergaard-Komplex.

## Verwendung und Namensgebung
Verwendet wird Gabbro als Baumaterial im Außen- (Fassaden, Treppen- und Bodenbelag) und Innenbereich (Treppen- und Bodenbelag, Fensterbänke) sowie für Grabmale. Alle Bearbeitungsarten dieser Natursteine sind vom Schleifen, Polieren bis zum Beflammen möglich. Gabbros werden aber auch für Schotter und als Straßenbaumaterial eingesetzt.
Gabbro wurde erstmals durch den deutschen Geologen Christian Leopold von Buch nach einer Ortschaft bei Rosignano Marittimo in der italienischen Region Toskana benannt. Da Gabbros ähnliche Eigenschaften wie Granit haben, werden sie oft, von Gesteinskundigen eher ungern gehört, als schwarze Granite bezeichnet.
Das Gestein ist Namensgeber für die Gabbro Hills, eine Gebirgsgruppe in der Antarktis.

## Natursteintypen
- Star Galaxy (Indien, Andhra Pradesh)
- Belfast Black (Südafrika)
- Nero Impala (Südafrika)
- Nero Assoluto Z (Simbabwe)

Der Nero Assoluto aus Simbabwe ist eines der wichtigsten Exportgüter des Landes und ein international weit verbreitetes Bau- und Dekorationsgestein. Es wird von mehreren Firmen abgebaut.

## Bilder

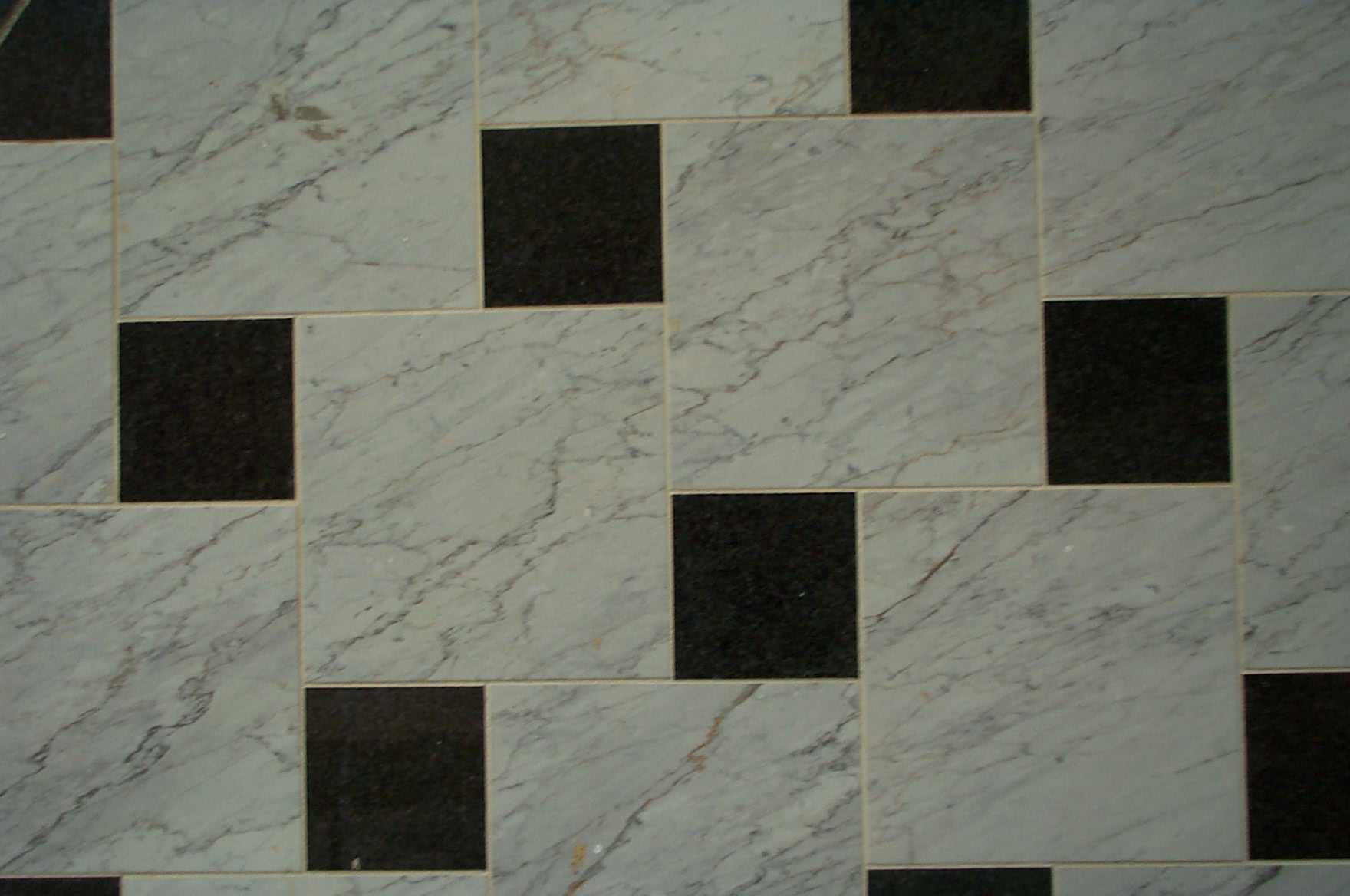
Bodenbelag aus Carrara-Marmor und Impala (dunkle Platten)
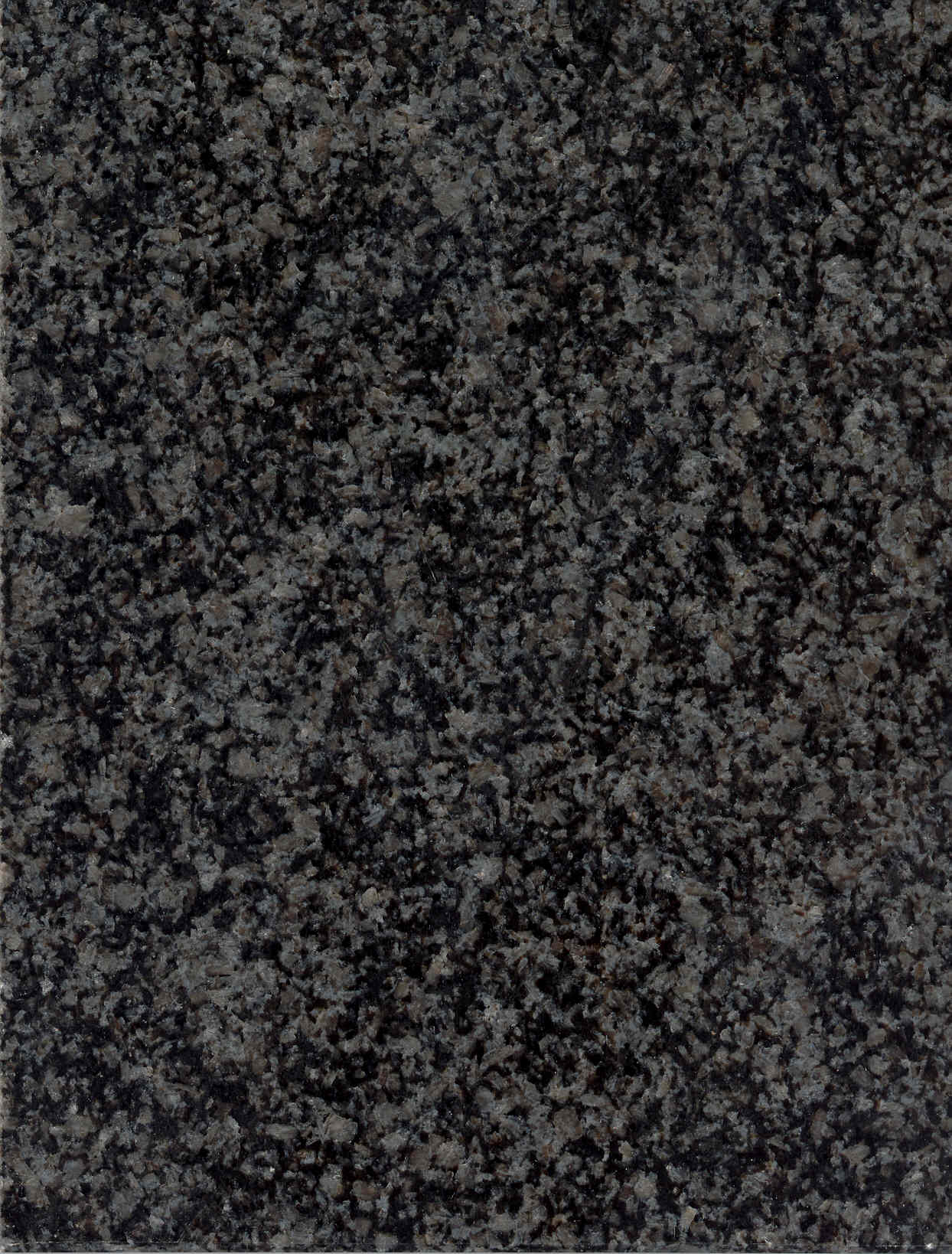
Muster: Impala Dunkel
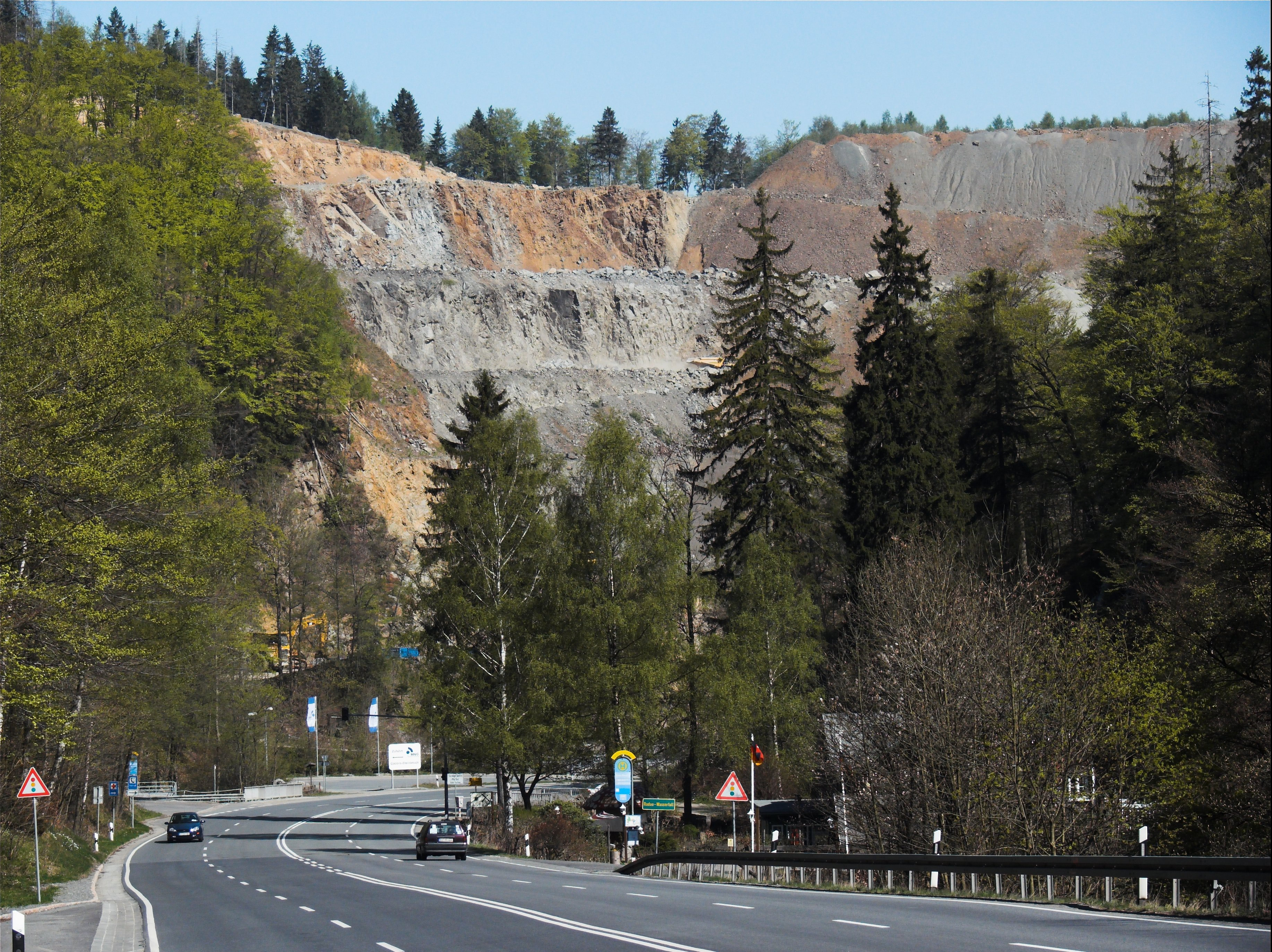
Gabbro-Steinbruch für Straßenbaumaterial bei Bad Harzburg